# Березнянская поселковая община
Березнянская поселковая общи́на (укр. Березнянська селищна громада) — территориальная община в Черниговском районе Черниговской области Украины. Административный центр — пгт Березна.
Население — 7 505 человек. Площадь — 352,5 км².
Количество учреждений, оказывающих первичную медицинскую помощь — 9.

## История
Березнянская поселковая община была создана 12 июня 2020 года путём объединения Березнянского поселкового совета, Бегачского, Локнистенского, Николаевского, Сахновского сельсоветов Менского района. 
17 июля 2020 года община вошла в состав нового Черниговского района.

## География
Территория общины представляет из себя западную часть упразднённого Менского района и включает 25,6% территории и 22,1% населения бывшего района. Община граничит с Киселёвской, Седневской, Сновской, Куликовской общинами Черниговского района, Менской общиной Корюковского района. Реки: Десна, Красиловка.

## Населённые пункты
- пгт Березна
- Бегач
- Горица
- Гребля
- Гусавка
- Каменка
- Климентиновка
- Локнистое
- Николаевка
- Мощное
- Подин
- Сахновка
- Святые Горы
- Яськово
- посёлок Домница